# Яблониця (Мазовецьке воєводство)
Яблониця (пол. Jabłonica) — село в Польщі, у гміні Венява Пшисуського повіту Мазовецького воєводства.
Населення — 400 осіб (2011).
У 1975-1998 роках село належало до Радомського воєводства.

## Демографія
Демографічна структура станом на 31 березня 2011 року:
|          | Загалом | Допрацездатний вік | Працездатний вік | Постпрацездатний вік |
| -------- | ------- | ------------------ | ---------------- | -------------------- |
| Чоловіки | 198     | 43                 | 140              | 15                   |
| Жінки    | 202     | 32                 | 135              | 35                   |
| Разом    | 400     | 75                 | 275              | 50                   |